# General Bathymetric Chart of the Oceans

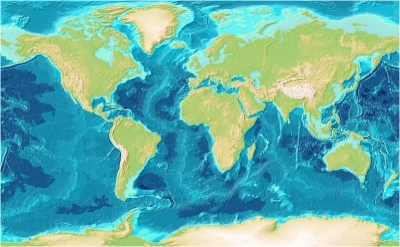
Bathymetrische Karte

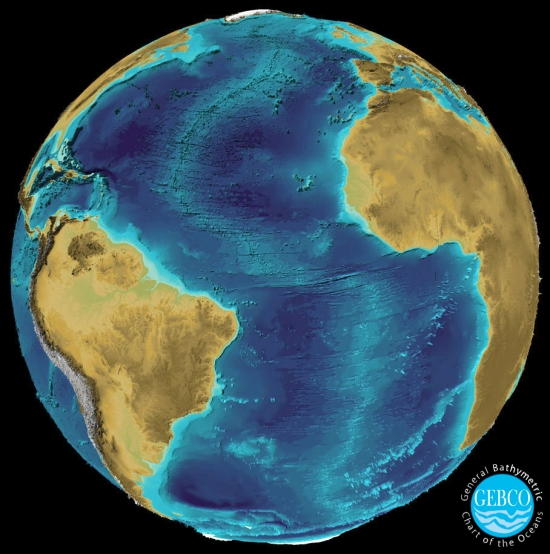
Atlantik

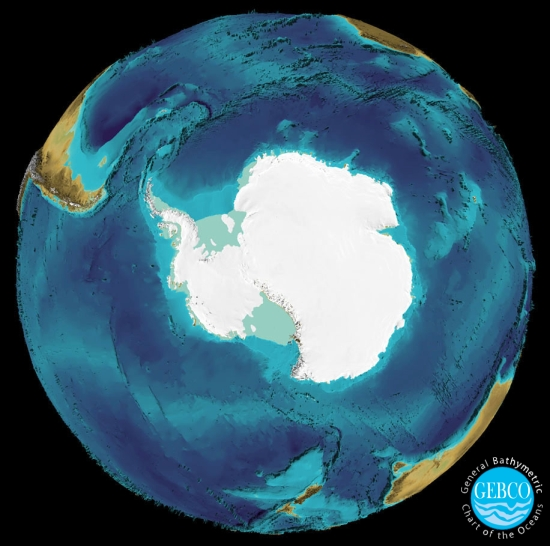
Antarktik

GEBCO (englisch General Bathymetric Chart of the Oceans) ist ein öffentlich verfügbarer bathymetrischer Datensatz. Er erfasst weltweit die Wassertiefen der Meere.

## Organisation
Die GEBCO ist eine internationale Organisation mit dem Ziel, eine Meereskarte mit Wassertiefen und geografischen Namen zu erstellen. Beteiligt sind die meisten Länder der Welt, vertreten durch führende Ozeanografen. Die Organisation steht unter Federführung der Intergovernmental Oceanographic Commission (IOC) der UNESCO und der International Hydrographic Organization (IHO).

## Datensatz
Der Datensatz basiert auf zusammengetragenen Daten aus Schiffs-Echoloten. Somit ist er sehr genau für häufig befahrene Seewege. Die Topografie wurde anhand von Satellitenmessungen ergänzt. Der GEBCO 2019 Datensatz hat eine Auflösung von 15 Bogensekunden und steht unter Public Domain mit Namensnennung zur Verfügung.
Der Datensatz liegt als digitales Grid vor und ist somit direkt bearbeitbar mit Generic Mapping Tools.

## Kooperation mit OpenSeaMap

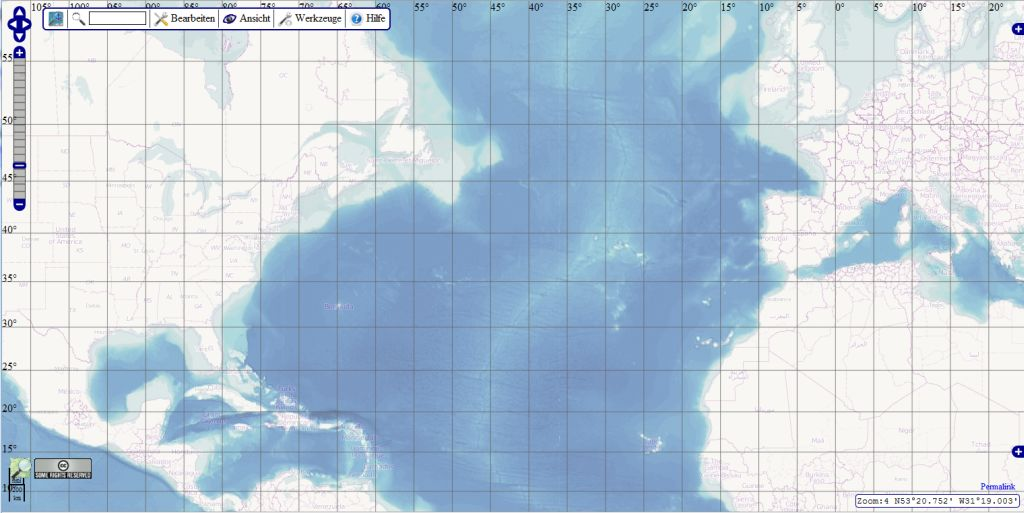
Darstellung bei OpenSeaMap

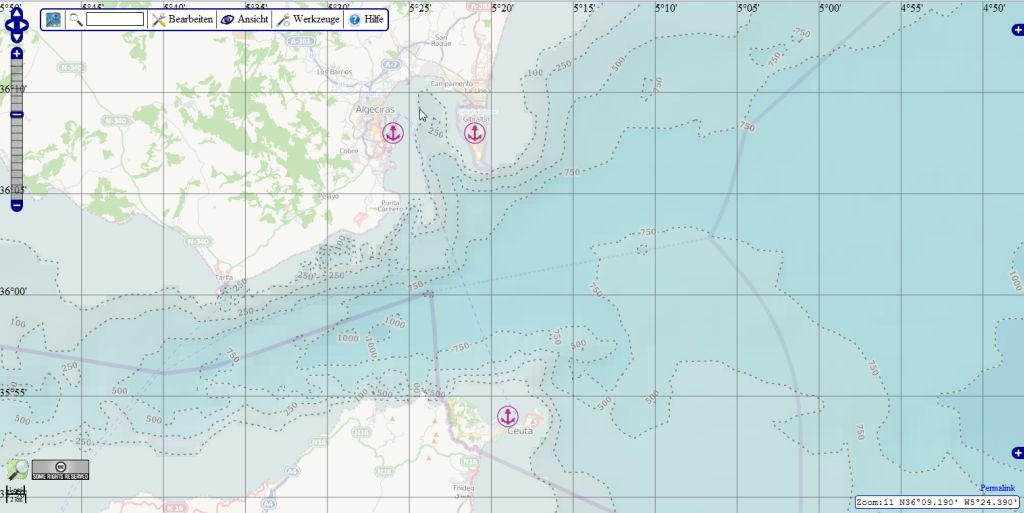
Tiefenlinien bei Gibraltar

In einer Kooperation zwischen GEBCO und OpenSeaMap wird der GEBCO_08-Datensatz dargestellt: Wassertiefen zwischen 100 und 10.000 Meter durch eine  23-stufige Blauskala dargestellt, mit Schattierung der Abhänge. In hohen Zoomstufen werden zusätzlich Höhenlinien gezeigt.